# Дрьомін Андрій Сергійович
Андрі́й Сергі́йович Дрьо́мін (псевдо «Світляк»; 3 січня 1982, с. Великий Глибочок Тернопільського району Тернопільської області — 10 серпня 2014, с. Третяки Іловайської міської громади Донецького району Донецької області) — український коваль, громадський активіст, член УНА-УНСО. Учасник російсько-української війни у чині рядового міліції, боєць-гранатометник батальйону «Азов».

## Життєпис
Народився 1982 року в селі Великий Глибочок Тернопільського району Тернопільської області. Єдиний син у батьків-учителів, одружитися не встиг. Тривалий час проживали в Нововолинську, а потім перебралися до Великого Глибочка, де живуть батьки матері. Працював у кузні, займався художнім ковальством.
Був членом УНА-УНСО.
Брав участь в акції «Україна без Кучми» — від УНА-УНСО. Згодом — учасник Євромайдану з перших днів.
На російсько-український фронт поїхав добровольцем. Служив у одній чоті з чоловіком Тетяни Чорновол Миколою Березовим, з яким зналися давно. Також більш як 14 років був знайомий з Андрієм Юркевичем, обоє планували служити в одному батальйоні, але не сталося.
Загинув 10 серпня 2014 року під Іловайськом у ході зіткнення з терористами при комплексному обстрілі позицій українських військових: гармату й кулемет заклинило, заглух двигун БМП, по вояках почали стріляти з кулемета «Утьос» та снайпери, в ході бою двох військовиків убито, п'ятьох — поранено. Андрій Дрьомін отримав п'ять куль. Загинув разом із Миколою Березовим: той кинувся рятувати Андрія, але й сам потрапив під обстріл. Смертельних поранень зазнав Роман Сокуренко.

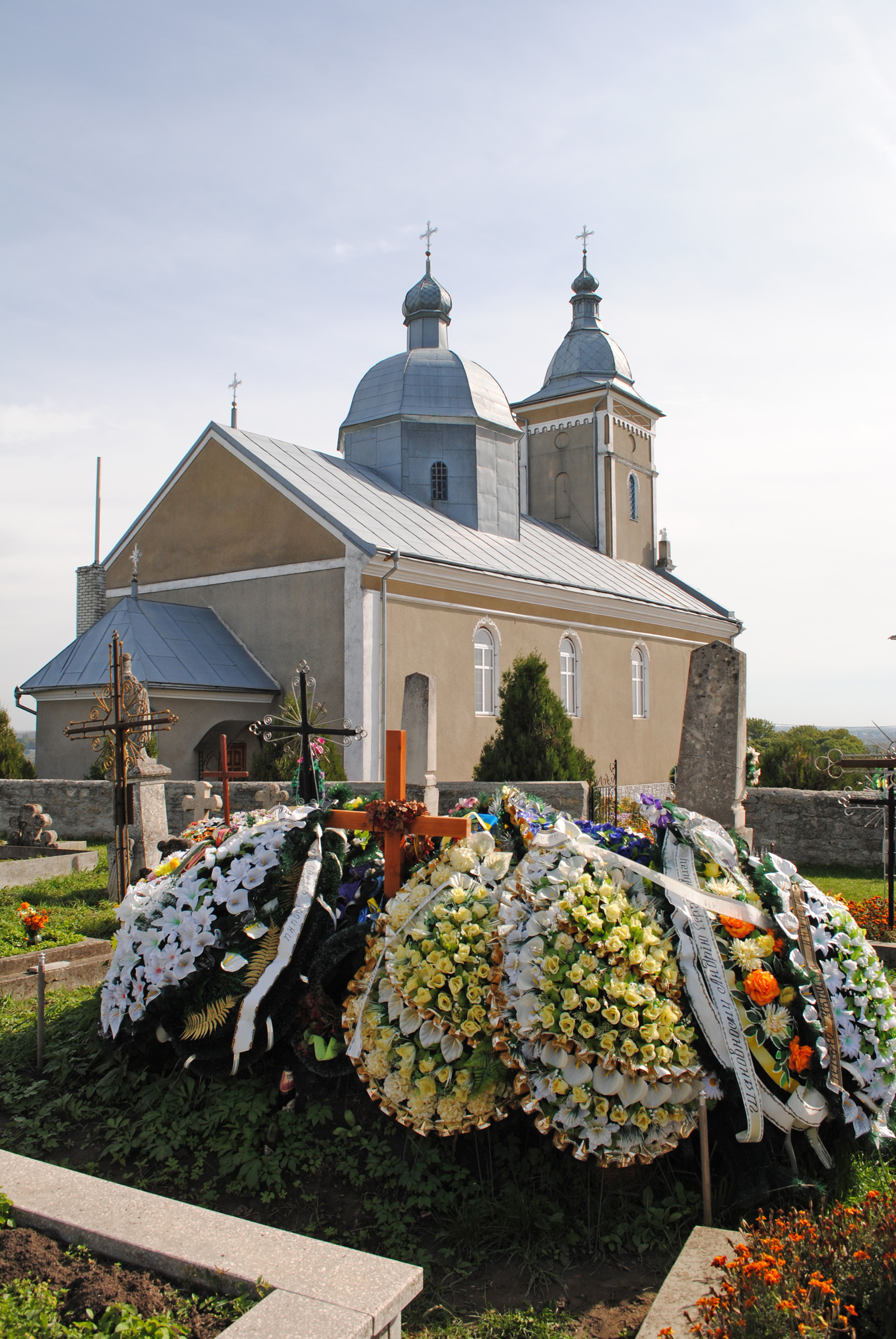
Могила Андрія Дрьоміна

Похований у родинному селі на цвинтарі біля церкви Різдва Пресвятої Богородиці.

## Вшанування пам'яті

### Відзнаки
- 14 серпня 2014 року — за особисту мужність і героїзм, виявлені у захисті державного суверенітету та територіальної цілісності України, відзначений — нагороджений орденом «За мужність» III ступеня (посмертно)[5];
- почесний громадянин Тернопільської області (26 серпня 2022, посмертно)[6];
- «Почесний громадянин міста Тернополя» (2015, посмертно) — за особисту мужність і високий професіоналізм, який виявлений у захисті державного суверенітету та територіальної цілісності України[7].

### У скульптурі
24 грудня 2014 року на будівлі Нововолинської ЗОШ № 4, де навчався майбутній воїн, було встановлено меморіальні дошки на честь Андрія Дрьоміна та іншого загиблого героя війни — Павла Попова, який загинув у бою під Волновахою.
9 квітня 2015 року у Нововолинську відбулось урочисте відкриття Стели Героям, на якій розміщені фотографії усіх жителів міста, які полягли під час Революції Гідності та війни на сході України: Сергія Байдовського, Романа Бірюкова, Сергія Бугайчука, Андрія Задорожнього, Ігоря Кантора, Андрія Комаристого, Павла Попова, Володимира Пушкарука, Олександра Свинчука та Андрія Дрьоміна.
3 січня 2016 року в Тернополі, на будинку № 51 по вулиці Соломії Крушельницької, де жив український Герой, відкрито й освячено меморіальну гранітну дошку.
У 2018 році у Миргороді виготовили кований сонячний годинник з присвятою воїну-ковалю.[джерело?]

### У літературі
Андрій Дрьомін став прототипом казки Дзвінки Торохтушко «Світлячок-охоронець». Події в казковому світі дуже нагадують українське сьогодення, а впевнений, щирий і з веселим норовом Світлячок разом з павучками, пташками, жучками та іншими мешканцями житнього поля борються із сараною, що хотіла зжерти посіви.